# Lillestrøm
Lillestrøm – miasto w okręgu Akershus w Norwegii, stolica gminy Skedsmo. 
Graniczy ze stolicą kraju, Oslo – jest położone 18 kilometrów od jej centrum, między Oslo Sentralstasjon a lotniskiem Gardermoen. W mieście znajduje się Instytut Technologii Energii (IFE).
Co roku miasto gości (w Hotelu Thon Arena) jedną z największych na świecie konferencji przemysłu rybnego pod nazwą North Atlantic Seafood Week.
W mieście jest stacja kolejowa Lillestrøm.

## Sport
- Lillestrøm SK - klub piłkarski
  - Åråsen Stadion - stadion klubu